# Кольцово (аэропорт)
Аэропорт «Кольцово» имени А. Н. Демидова (ИАТА: SVX, ИКАО: USSS) — международный аэропорт Екатеринбурга с аэродромом класса «Б», расположенный в микрорайоне Кольцово Октябрьского района, что в 16 километрах к юго-востоку от центра города и в девяти километрах к северу от города Арамиль. Обслуживает как сам Екатеринбург, так прилежащие к нему районы Свердловской области. Имеет статус аэропорта федерального значения.
На протяжении 10 лет (до 2015 года) являлся пятым по объёму годового пассажиропотока аэропортом России, в настоящее время занимает седьмое место по этому показателю. Так, за 2020 год аэропорт Кольцово обслужил около 3,5 млн человек. Грузопоток аэропорта за 2016 год превысил 27,6 тысяч тонн груза и почты.
В аэропорту расположена главная техническая база и штаб-квартира российской авиакомпании «Уральские авиалинии», для которой Кольцово является и главным хабом.
Управление аэропортом осуществляется компанией ПАО «Аэропорт Кольцово», входящей в крупный российский аэропортовый холдинг «Аэропорты Регионов», подразделение группы компании «Ренова».
Аэропорт обладает многочисленными авиационными наградами, в том числе званием лучшего аэропорта России в 2014 году и лучшего аэропорта в СНГ в 2013 году.

## История

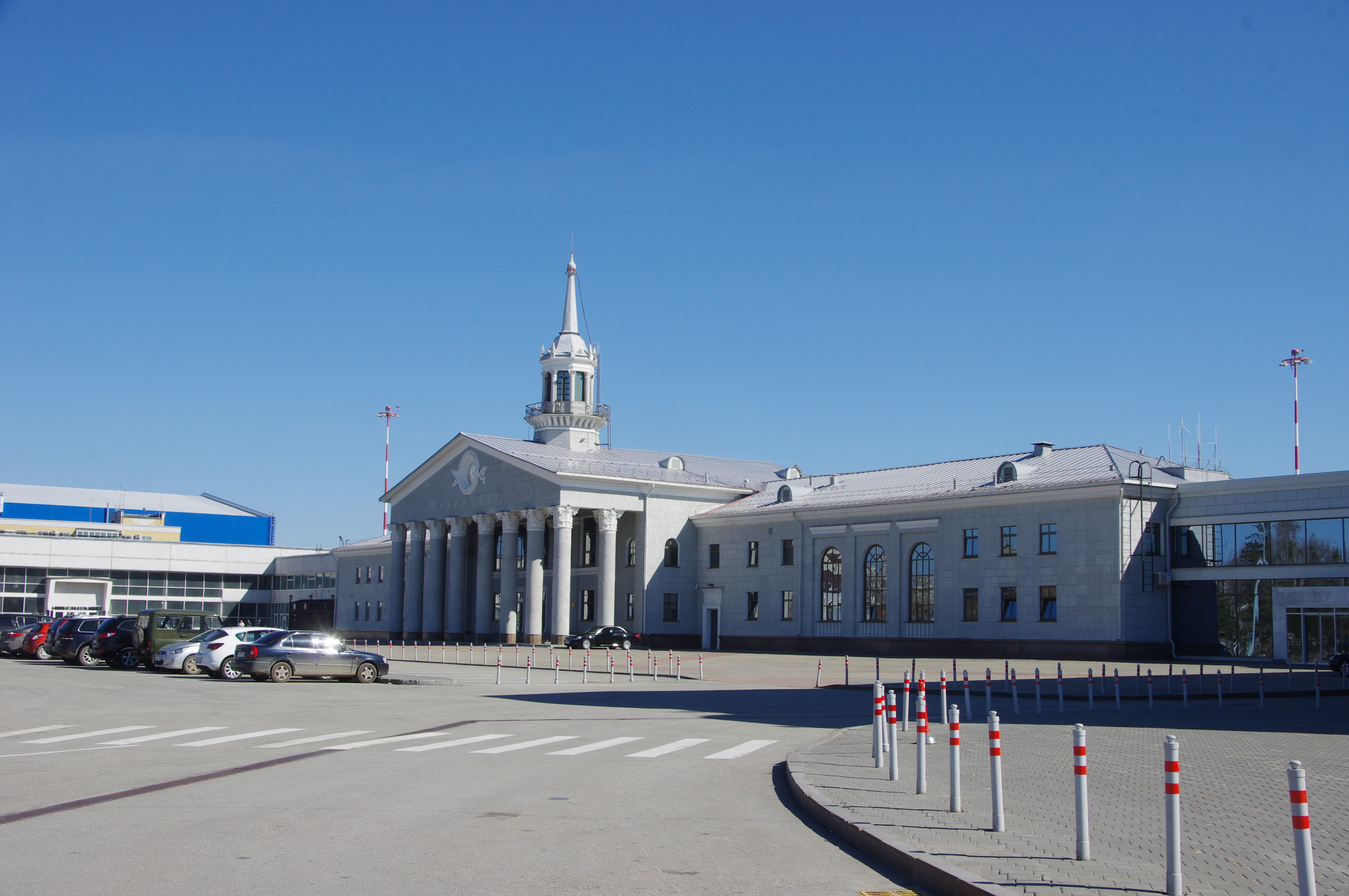
VIP-терминал, 2014 год

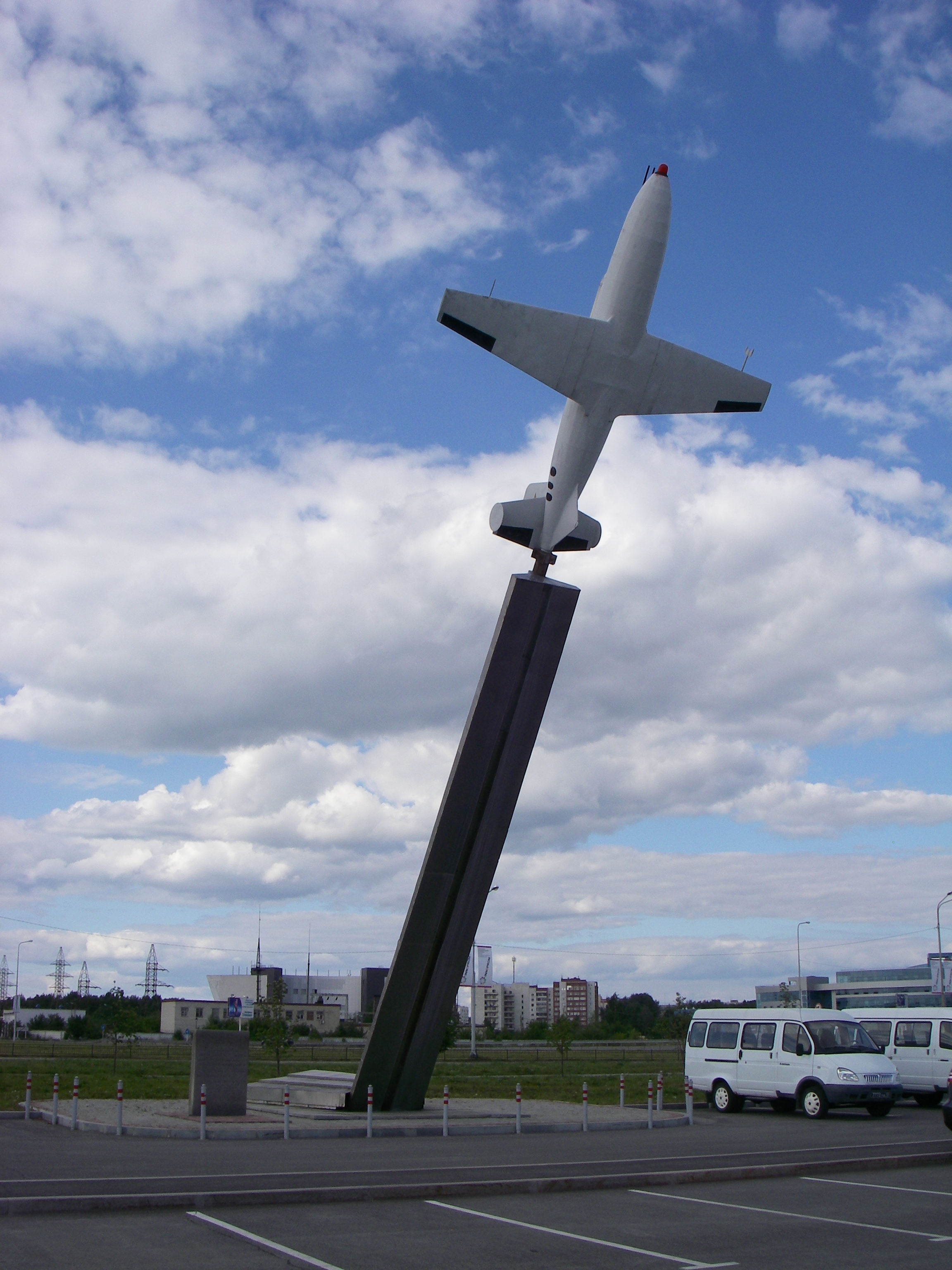
Монумент БИ-1 у аэропорта

Военный аэродром Кольцово был создан в 1930 году для нужд НИИ ВВС СССР.
15 мая 1942 года здесь поднялся в небо первый советский ракетный самолёт БИ-1, пилотируемый Г. Я. Бахчиванджи.
Официально аэропорт образован 10 июля 1943 года на основании приказа начальника Свердловского Аэропорта Воздушной Магистрали Москва-Уэлькаль полковника Белов «О перебазировании Аэропорта Свердловск в Аэропорт Кольцово». Первым подразделением Гражданского воздушного флота и организатором лётной службы в Кольцово стал 3-й авиационно-транспортный отряд, прибывший 28 августа 1943. Авиапарк отряда включал четыре самолёта ЛИ-2, два транспортных Си-47 и два Ю-52. В годы войны отряд в основном занимался оказанием помощи войскам Красной Армии в снабжении оружием и горючим, выбрасывал десант, доставлял грузы и лишь после её окончания полностью приступил к гражданским перевозкам. В июле 1945 года экипажи 3-го авиационно-транспортного отряда выполнили первые рейсы на самолётах ЛИ-2 в Москву, Минеральные Воды с промежуточными посадками в Казани, Уфе, Куйбышеве, Саратове, Сталинграде.
В декабре 1943 года, по неуточнённой версии, в аэропорту останавливался президент США Ф. Д. Рузвельт, на обратном пути из Тегерана.
В связи с ростом перевозок в аэропорту Кольцово в 1948 году дополнительно организуется 17-й авиационно-транспортный отряд, оснащённый самолетами ЛИ-2.
В 1949—1950 годах был построен первый капитальный ангар для технического обслуживания самолётов. Его смонтировали из металлоконструкций германского трофейного цеха по производству подводных лодок.
1 сентября 1952 года лётная служба аэропорта Кольцово была реорганизована, и в результате объединения 3-го и 17-го авиаотрядов был образован 120-й авиационный отряд. Экипажи отряда летали на самолётах ЛИ-2 по воздушным трассам всего Советского Союза, а в зимний период часть экипажей откомандировывалась в Салехард для выполнения полётов по перевозке грузов в районах севера Западной Сибири. В 1956 году 120-м авиаотрядом началось освоение самолёта для авиалиний малой и средней протяжённости Ил-12. В конце 1950-х годов в 120-й авиаотряд поступил новый самолёт Ил-18.
В начале 1950-х годов через аэропорт Кольцово осуществлялся рейс Москва — Пекин.
В 1951 году реконструировано лётное поле, была построена новая бетонная взлётно-посадочная полоса для самолётов весом более 50 тонн, построены ещё две бетонные рулёжные дорожки и место стоянки на семь самолётов. В том же году началось возведение типового здания аэровокзала. Он строился по проекту главного инженера Марциницена и главного архитектора Г. А. Елькина и встретил первых пассажиров в октябре 1954 года. Также в 1954 году построена гостиница на 100 мест, а в 1963 году — новая гостиница «Лайнер» на 235 мест.
В 1968 году сдан в эксплуатацию новый пассажирский терминал на 700 пассажиров/час, в 1983 году — зал прибытия пассажиров.
1 января 1963 года на базе аэропорта, 120-го лётного отряда ГВФ и других служб был организован Свердловский объединённый авиационный отряд Уральского управления гражданской авиации
В 1967 году построен второй пассажирский павильон. В 1984 году завершено строительство второй ВПП, позволившей принимать самолёты Ил-86. Также был построен привокзальный комплекс.
В 1991 году Свердловский объедённый авиаотряд был преобразован в Первое Свердловское государственное авиапредприятие.
В октябре 1993 года аэропорт получил статус международного.
28 декабря 1993 года в итоге разделения и приватизации Первого Свердловского авиационного предприятия созданы два акционерных общества: АООТ (ныне ОАО) «Аэропорт Кольцово» и АООТ авиакомпания «Уральские авиалинии».
В 2005 году установились новые границы города, в результате чего посёлок Кольцово и расположенный в нём аэропорт Кольцово стали частью Екатеринбурга.
В 2007 году услугами Кольцово воспользовались 2,35 млн пассажиров. По этому показателю аэропорт Екатеринбурга уступил только портам Москвы и Санкт-Петербурга, а по темпам роста пассажиропотока — на 33 % — вышел на первое место.

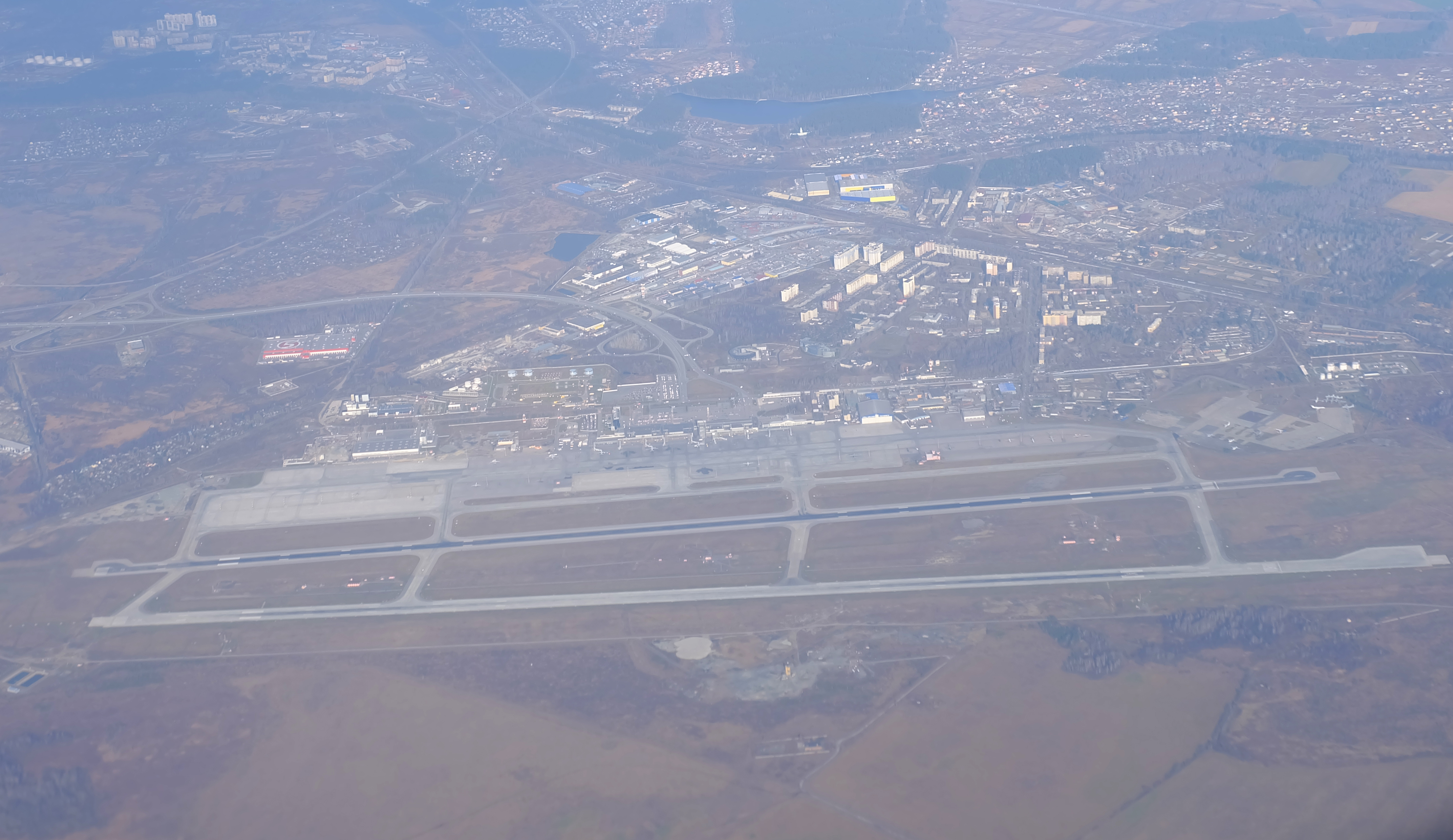
Вид на взлётно-посадочную полосу аэропорта, 2018 год

1 июня 2009 года в аэропорту запущена в эксплуатацию современная взлётно-посадочная полоса длиной 3025 метров и новая башня командно-диспетчерского пункта. Обновлённая взлётно-посадочная полоса позволяет аэропорту принимать практически все классы воздушных судов. В частности, 14 июня в Кольцове впервые приземлился Boeing 747 авиакомпании Air China, доставивший на проводимый в Екатеринбурге саммит ШОС китайскую делегацию. 15 июня 2009 года запущен новый международный терминал. Внутри него установлена памятная табличка, текст на которой говорит о том, что аэропортовый комплекс Кольцово был полностью реконструирован в связи с проведением в Екатеринбурге саммитов ШОС и БРИК и открыт Президентом Российской Федерации Д. А. Медведевым 15 июня 2009 года. С вводом в эксплуатацию нового терминала общая площадь аэровокзального комплекса «Кольцово» составила более 90 000 м², а пропускная способность возросла вдвое, до 8,4 млн пассажиров в год.
В 2009 году из аэропорта ушли компании Malév Hungarian Airlines и bmi, что связано со снижением пассажиропотока по их направлениям.
2010 год был отмечен ростом объёмов перевозок: через Кольцово были обслужены 2,75 млн человек. В аэропорт пришли 14 новых перевозчиков. Объём обработанных грузов и почты составил 22 945,5 тонн. В конце декабря 2010 года введено в эксплуатацию новое здание Авиационного отделения перевозки почты. В рамках стратегии развития Кольцова в качестве регионального авиатранспортного узла совместно с авиакомпаниями Dexter и «РусЛайн» стартовала программа по возрождению региональной авиации, открыто 8 новых региональных направлений.
В 2011 году число авиапассажиров аэропорта впервые за предшествующие 20 лет превысило трёхмиллионный порог и составило 3,356 млн чел.
24 июля 2012 года в аэропорту открылся новый грузовой комплекс общей площадью 19 185 м², на церемонии открытия присутствовали губернатор Свердловской области Евгений Куйвашев и глава Администрации города Екатеринбурга Александр Якоб.

## Аэродромный комплекс

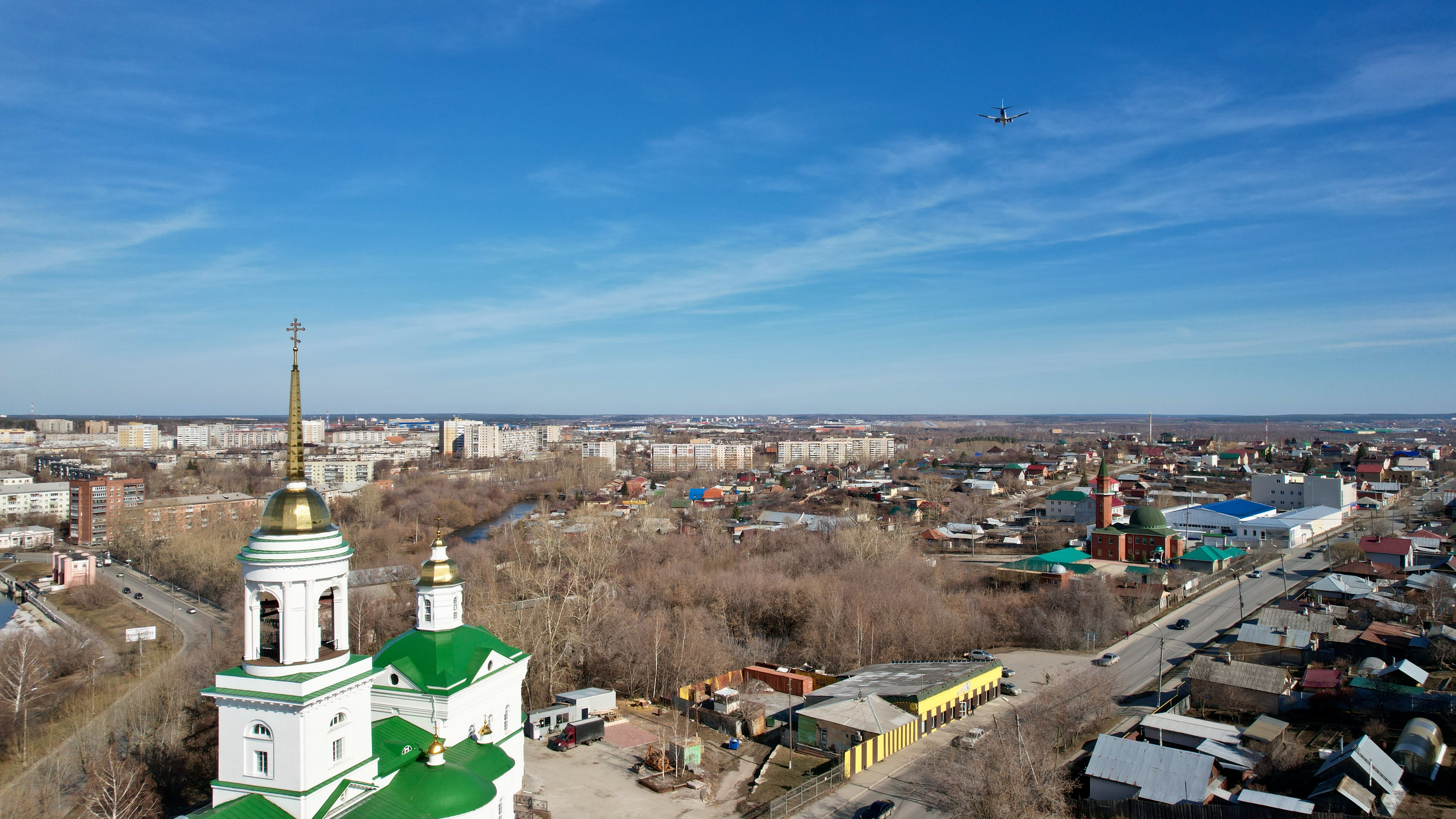
Самолёт заходит на посадку со стороны Химмаша

Аэродром Кольцово первого класса имеет две ВПП, 72 стоянки для самолётов, а также допуск на приём всех (кроме Airbus A380) современных типов воздушных судов российского и зарубежного производства, включая Ил-96, Airbus A330, Airbus A340, Airbus A350, Boeing 777, Boeing 787.
В 2006 открыт новый международный терминал. В октябре 2007 введён в строй новый терминал внутренних авиалиний. На месте старого терминала в 2009 году возведён новый внутренний терминал, а прежний объединён с международным терминалом. В результате, аэропорт стал одним из самых современных в России. После ввода в эксплуатацию нового терминала пропускная способность аэропорта приблизилась к 8 миллионам 400 тысячам пассажиров в год. В составе аэропорта современная гостиница, терминал деловой авиации. Строится крупный логистический комплекс и грузовой терминал, гостиница.
В аэропорту осуществляется программа по созданию регионального авиатранспортного узла и возрождению региональной авиации, реализуются рейсы в города России: Магнитогорск, Оренбург, Пермь, Омск, Уфу, Самару, Казань. Для реализации этой программы аэропорт приобрёл в августе 2011 года четыре самолёта Embraer 120, рейсы на которых осуществляет авиакомпания «РусЛайн».
Кроме гражданской авиации на аэродроме Кольцово базируется также военная авиация Министерства обороны России (с 2013 года — 390-й отдельный транспортный смешанный авиационный полк). В окрестностях посёлка Кольцово находится ныне закрытый для регулярных пассажирских рейсов аэропорт местных воздушных линий «Уктус».

Интерьеры терминала
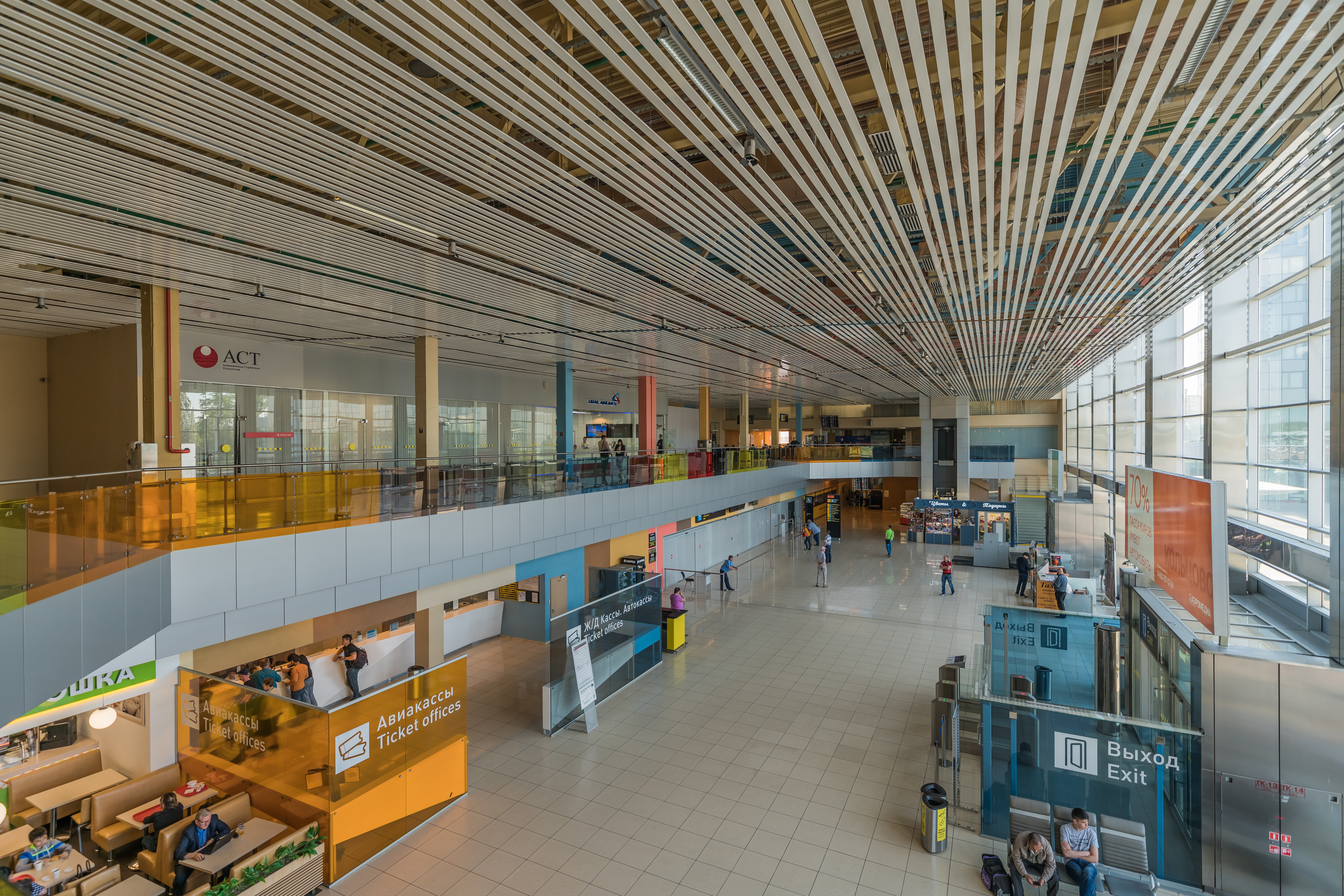
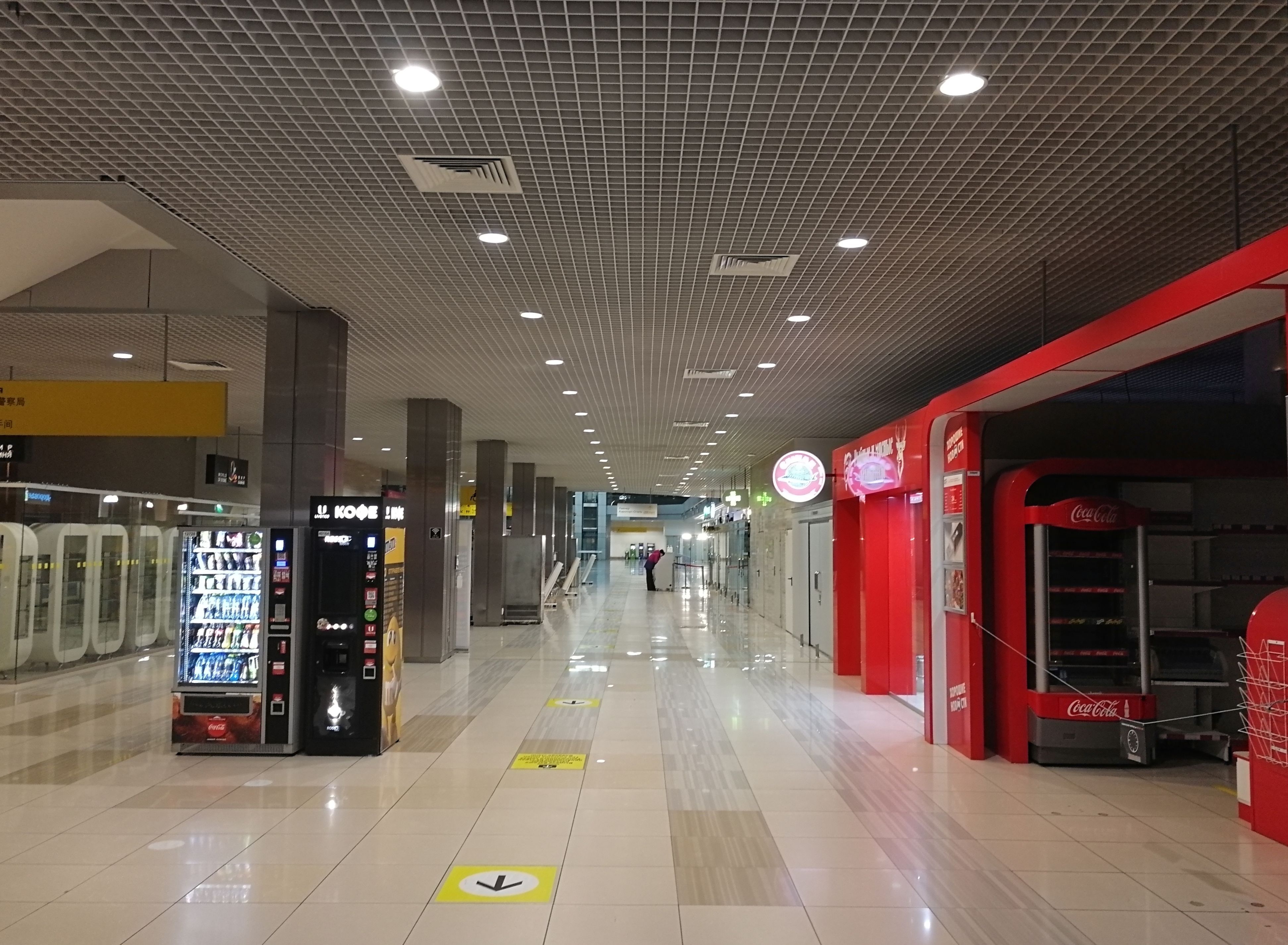
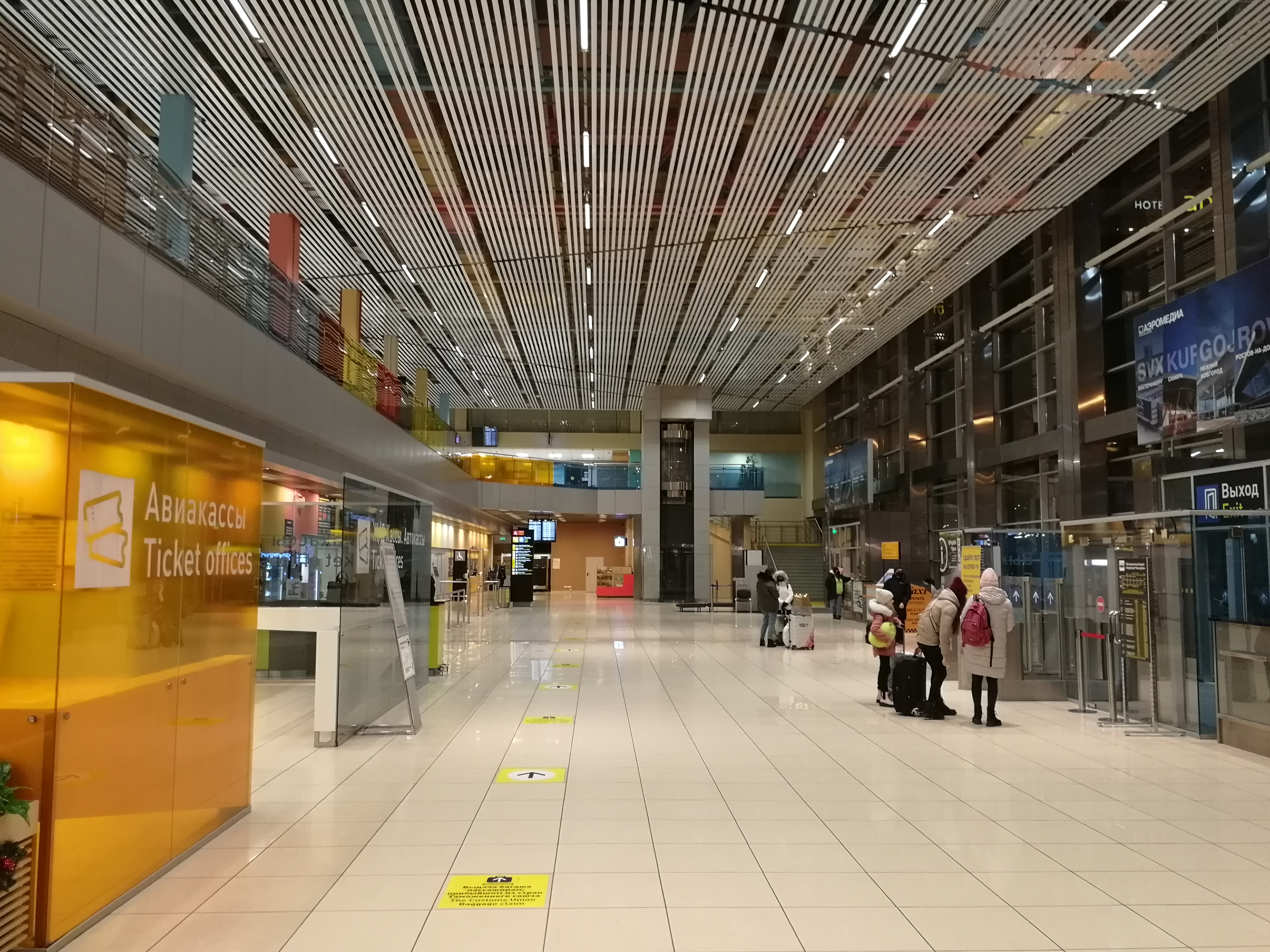
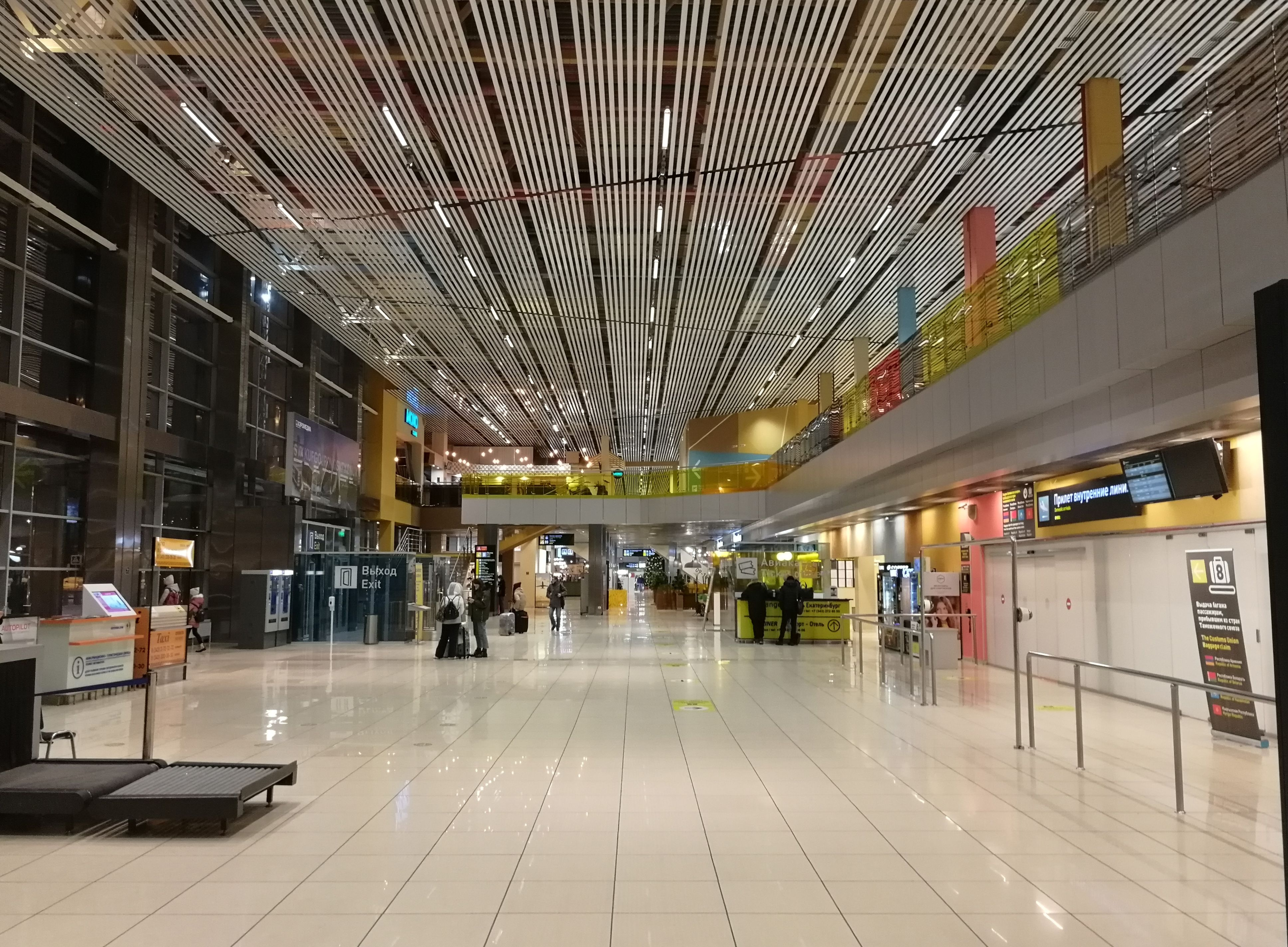
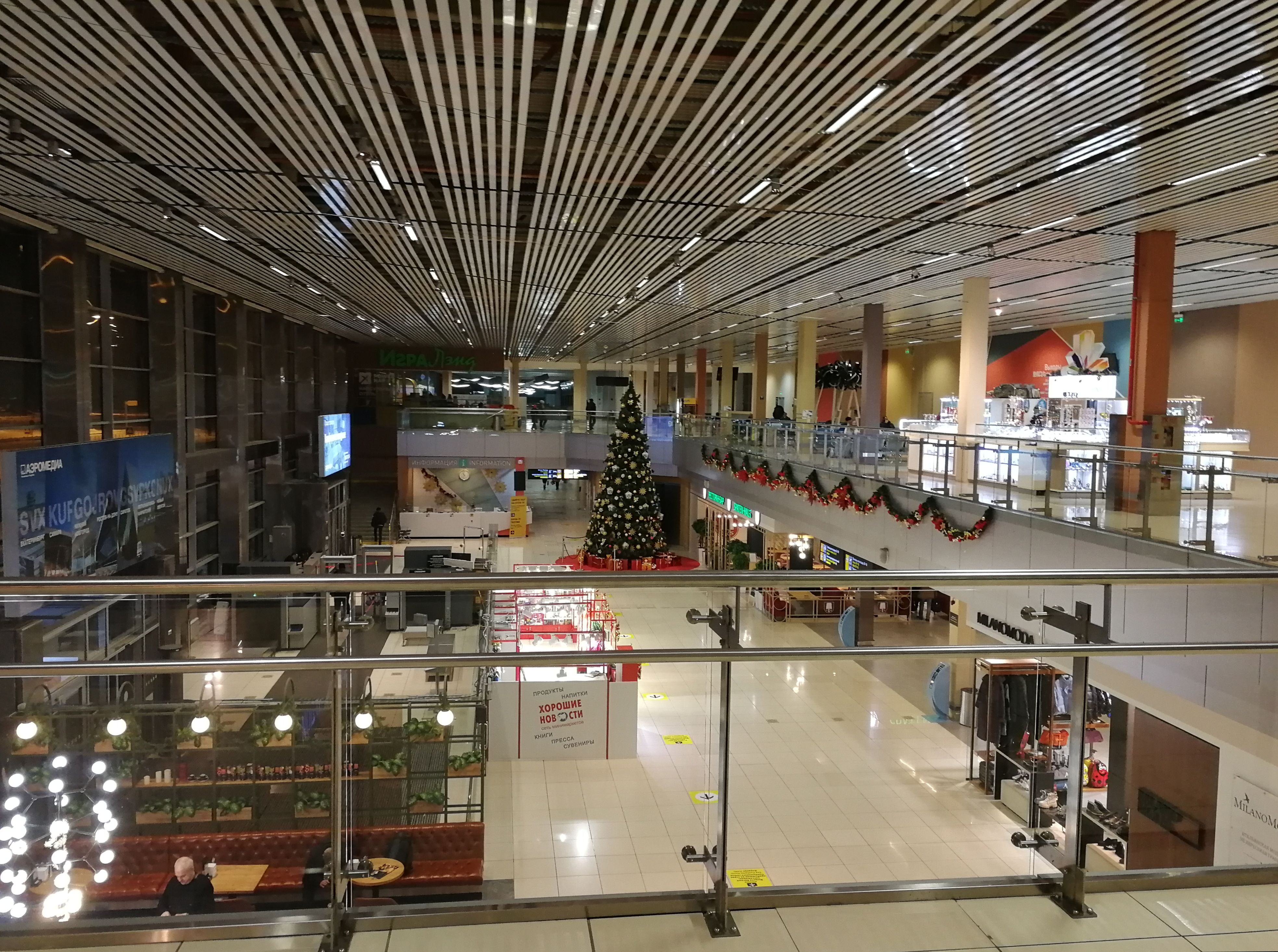
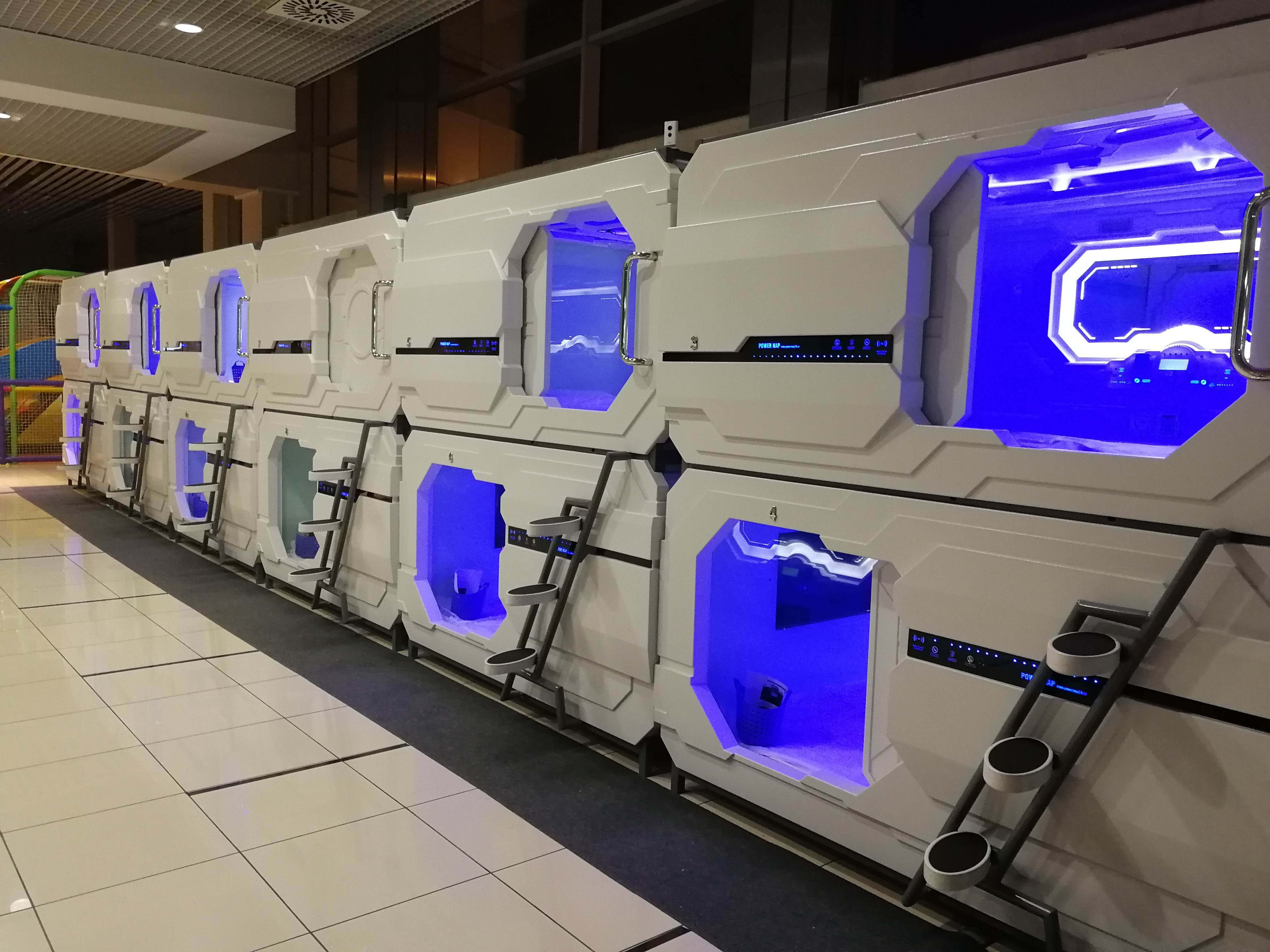
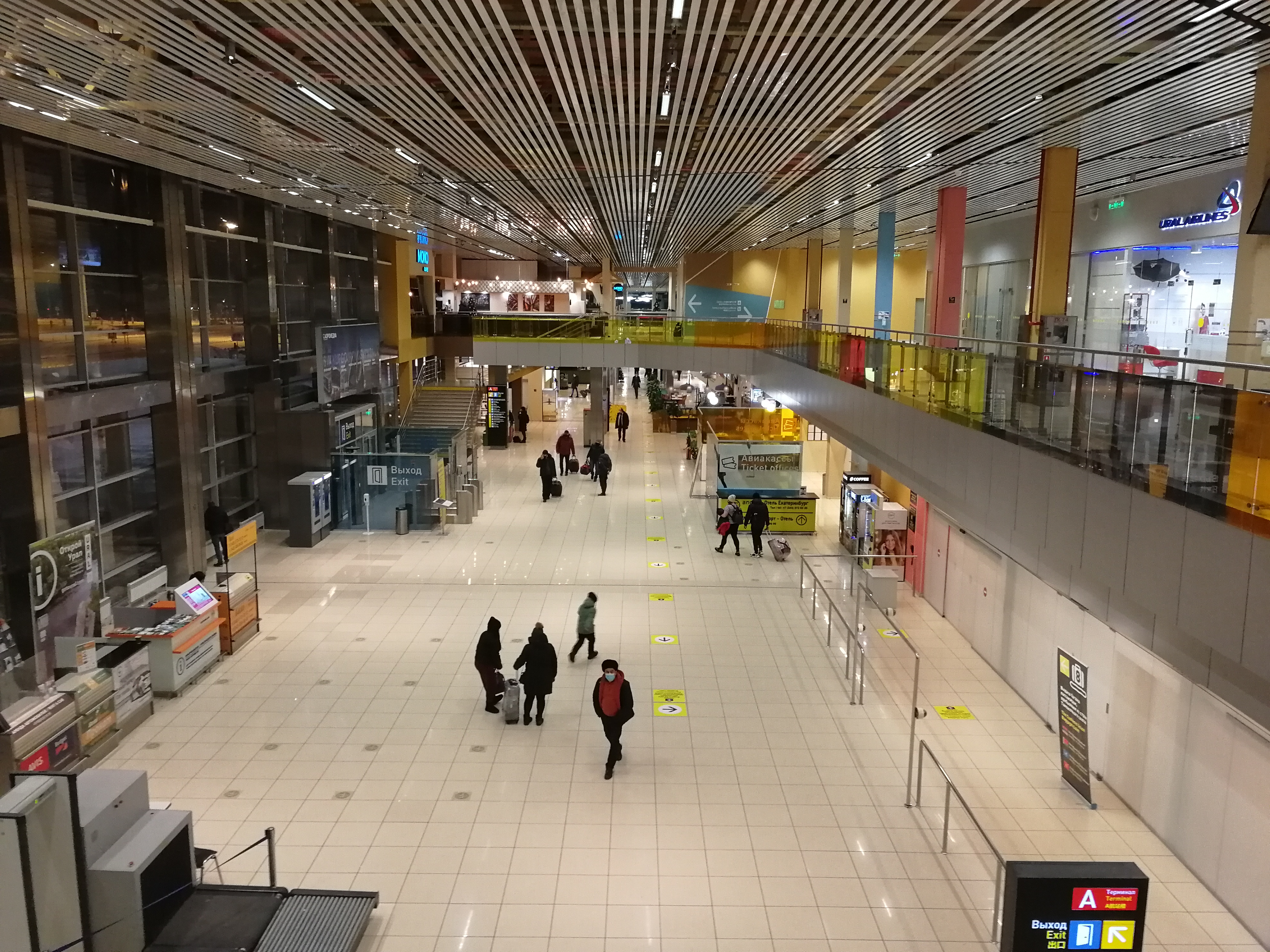
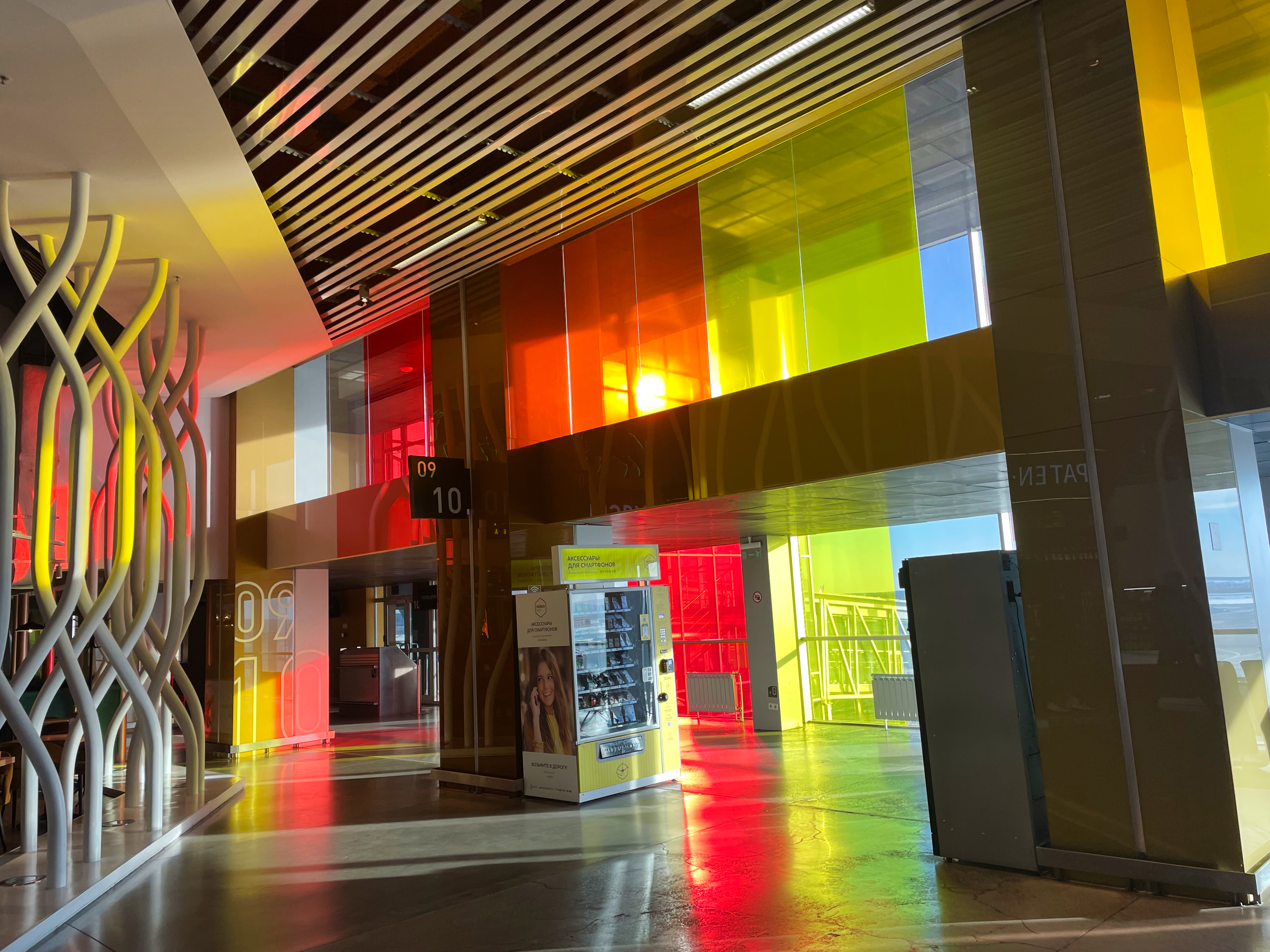

## Авиакомпании и направления

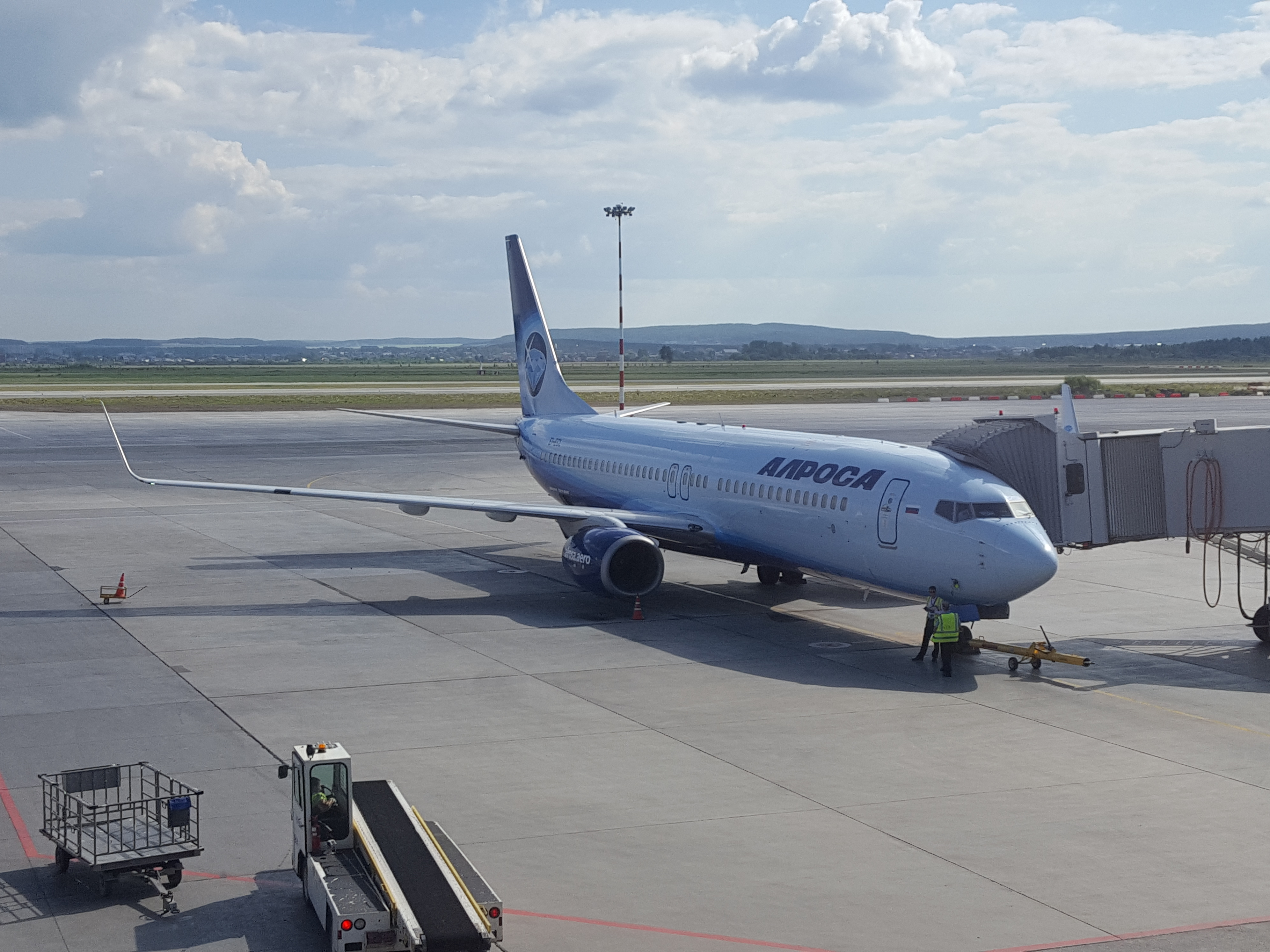
Boeing 737-800 Алросы в аэропорту Кольцово

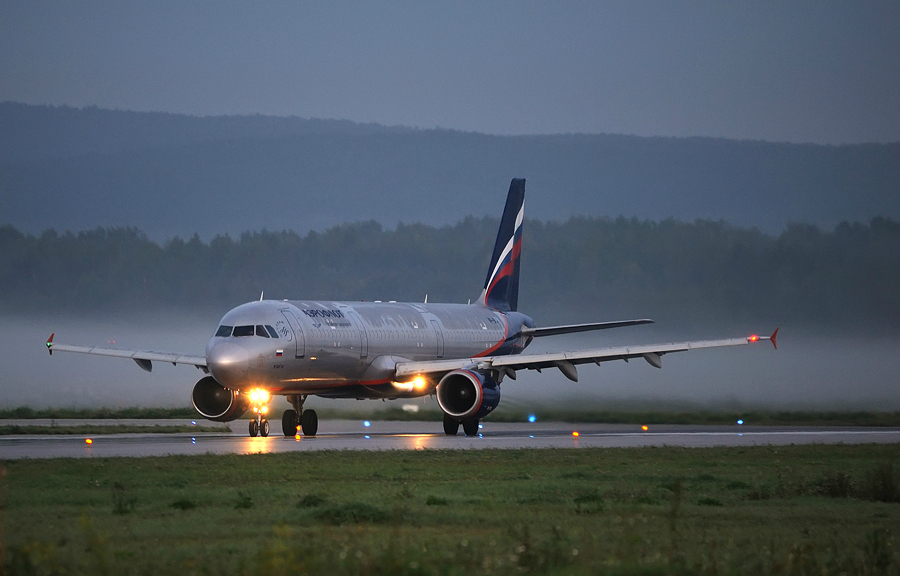
Airbus A321-200 Аэрофлота в аэропорту Кольцово

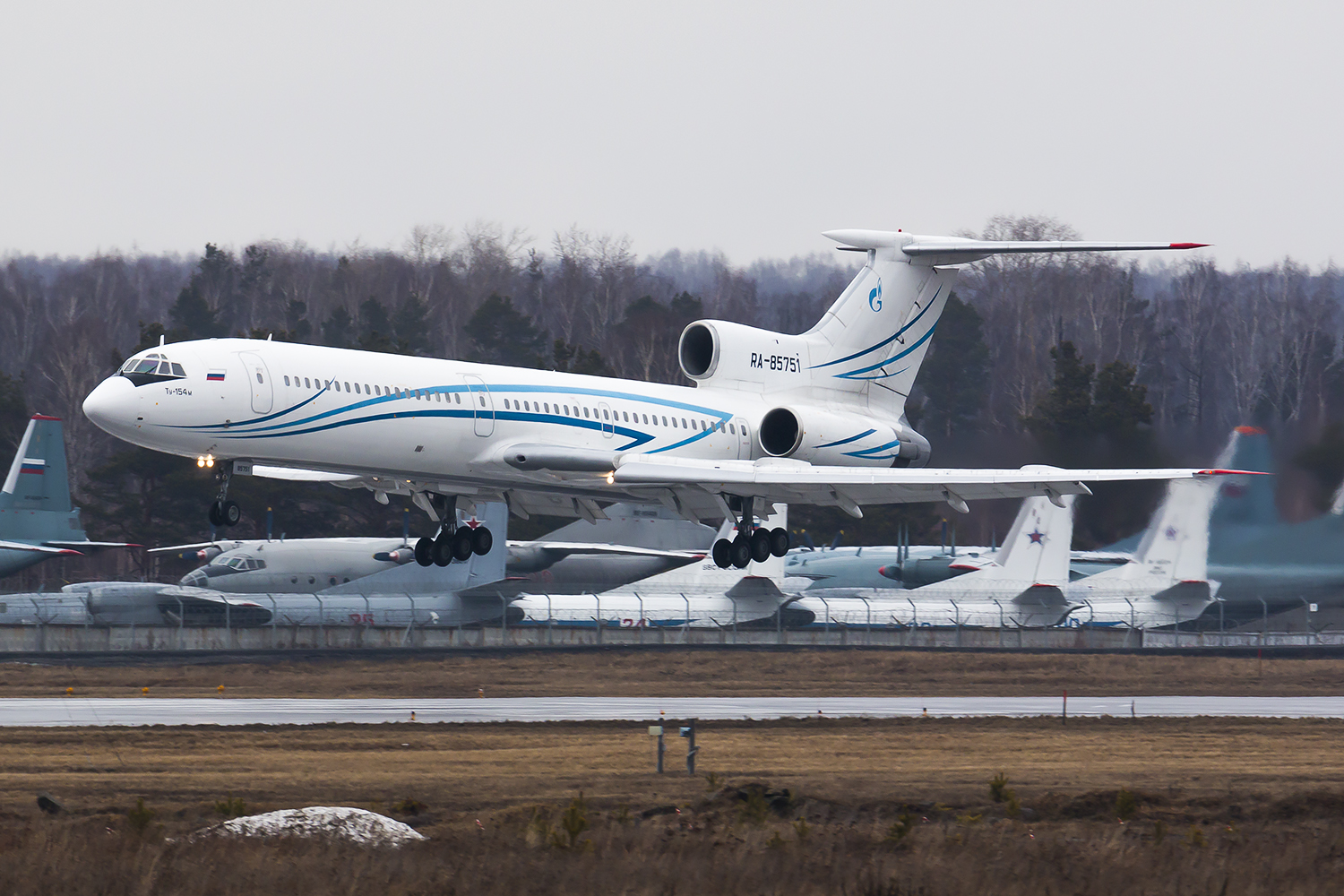
Ту-154М Газпром авиа в аэропорту Кольцово

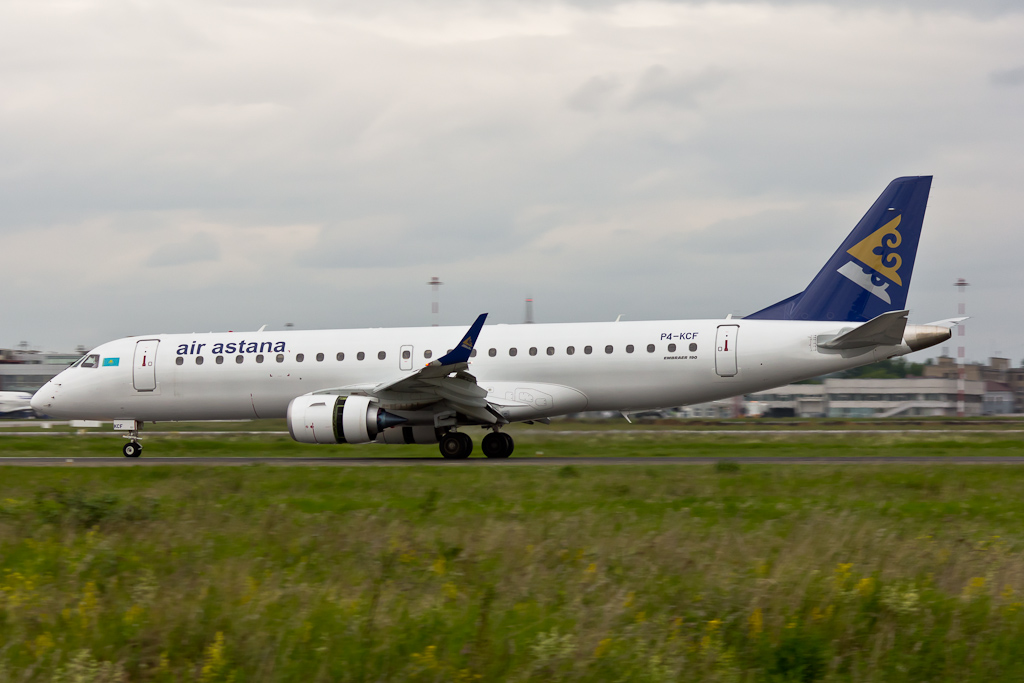
Embraer E-190 Air Astana в аэропорту Кольцово

На начало 2019 года аэропорт был одним из первых среди аэропортов России по количеству внутренних маршрутов — рейсы выполнялись в 40 городов.
Самые популярные направления — Москва, Санкт-Петербург, Новосибирск, Краснодар, Благовещенск, Ростов-на-Дону, Самара, а также города побережья Чёрного моря.
Основной базовый перевозчик — авиакомпания Уральские Авиалинии.
В 2020 году авиакомпания Red Wings Airlines объявила о планах использовать аэропорт Кольцово как хаб для межрегиональных перелётов.

## Статистика
Данные из запроса в Викиданные.
| Год  | Всего пассажиров | Измен.    | Внутренние | Международные (всего) | Международные (кроме СНГ) | СНГ     | Самолёто- вылеты | Грузы и почта, т. |
| ---- | ---------------- | --------- | ---------- | --------------------- | ------------------------- | ------- | ---------------- | ----------------- |
| 2000 | 930 251          | +2 % ▲    | 698 957    | 231 294               | 155 898                   | 75 396  | 8619             | 18 344            |
| 2001 | 1 028 295        | +10,5 % ▲ | 733 022    | 295 273               | 186 861                   | 108 412 | 9062             | 22 178            |
| 2002 | 1 182 815        | +15,0 % ▲ | 793 295    | 389 520               | 239 461                   | 150 059 | 10 162           | 20 153            |
| 2003 | 1 335 757        | +12,9 % ▲ | 879 665    | 456 092               | 297 421                   | 158 671 | 10 092           | 18 054            |
| 2004 | 1 553 628        | +16,3 % ▲ | 972 287    | 581 341               | 429 049                   | 152 292 | 11 816           | 20 457            |
| 2005 | 1 566 792        | +0,8 % ▲  | 1 006 422  | 560 370               | 429 790                   | 130 580 | 11 877           | 11 545            |
| 2006 | 1 764 948        | +12,7 % ▲ | 1 128 489  | 636 459               | 488 954                   | 147 505 | 13 289           | 15 519            |
| 2007 | 2 345 097        | +32,9 % ▲ | 1 486 888  | 858 209               | 683 092                   | 175 117 | 16 767           | 16 965            |
| 2008 | 2 529 395        | +7,8 % ▲  | 1 523 102  | 1 006 293             | 815 124                   | 191 169 | 16 407           | 17 142            |
| 2009 | 2 169 136        | −14,2 % ▼ | 1 290 639  | 878 497               | 727 718                   | 150 779 | 13 798           | 13 585            |
| 2010 | 2 748 919        | +26,7 % ▲ | 1 529 245  | 1 219 674             | 1 017 509                 | 202 165 | 15 989           | 22 946            |
| 2011 | 3 355 883        | +22,1 % ▲ | 1 856 948  | 1 498 935             | 1 184 771                 | 314 164 | 20 142           | 24 890            |
| 2012 | 3 783 069        | +12,7 % ▲ | 1 894 636  | 1 888 433             | 1 448 765                 | 439 668 | 21 728           | 25 866            |
| 2013 | 4 293 002        | +13,5 % ▲ | 2 180 227  | 2 112 775             |                           |         | 25 728           | 27 800            |
| 2014 | 4 526 167        | +5,4 % ▲  | 2 407 429  | 2 118 738             |                           |         | 24 165           | 25 356            |
| 2015 | 4 247 541        | -6,2 % ▼  | 2 745 236  | 1 502 305             |                           |         | 22 435           | 22 631            |
| 2016 | 4 300 732        | +1,2 % ▲  | 3 148 414  | 1 152 318             |                           |         | 22 381           | 27 600            |
| 2017 | 5 403 884        | +25,7 % ▲ | 3 484 897  | 1 918 987             |                           |         |                  | 24 487            |
| 2018 | 6 103 049        | +12,9 % ▲ | 4 022 991  | 2 080 058             |                           |         |                  |                   |
| 2019 | 6 362 967        | +4,3 % ▲  | 4 296 077  | 2 066 890             |                           |         |                  |                   |
| 2020 | 3 550 000        | -44,2 % ▼ | 3 210 000  | 332 800               |                           |         | 21 700           |                   |

Источник — годовые отчёты ПАО «Аэропорт Кольцово», за 2015 год, за 2016.

## Наземный транспорт

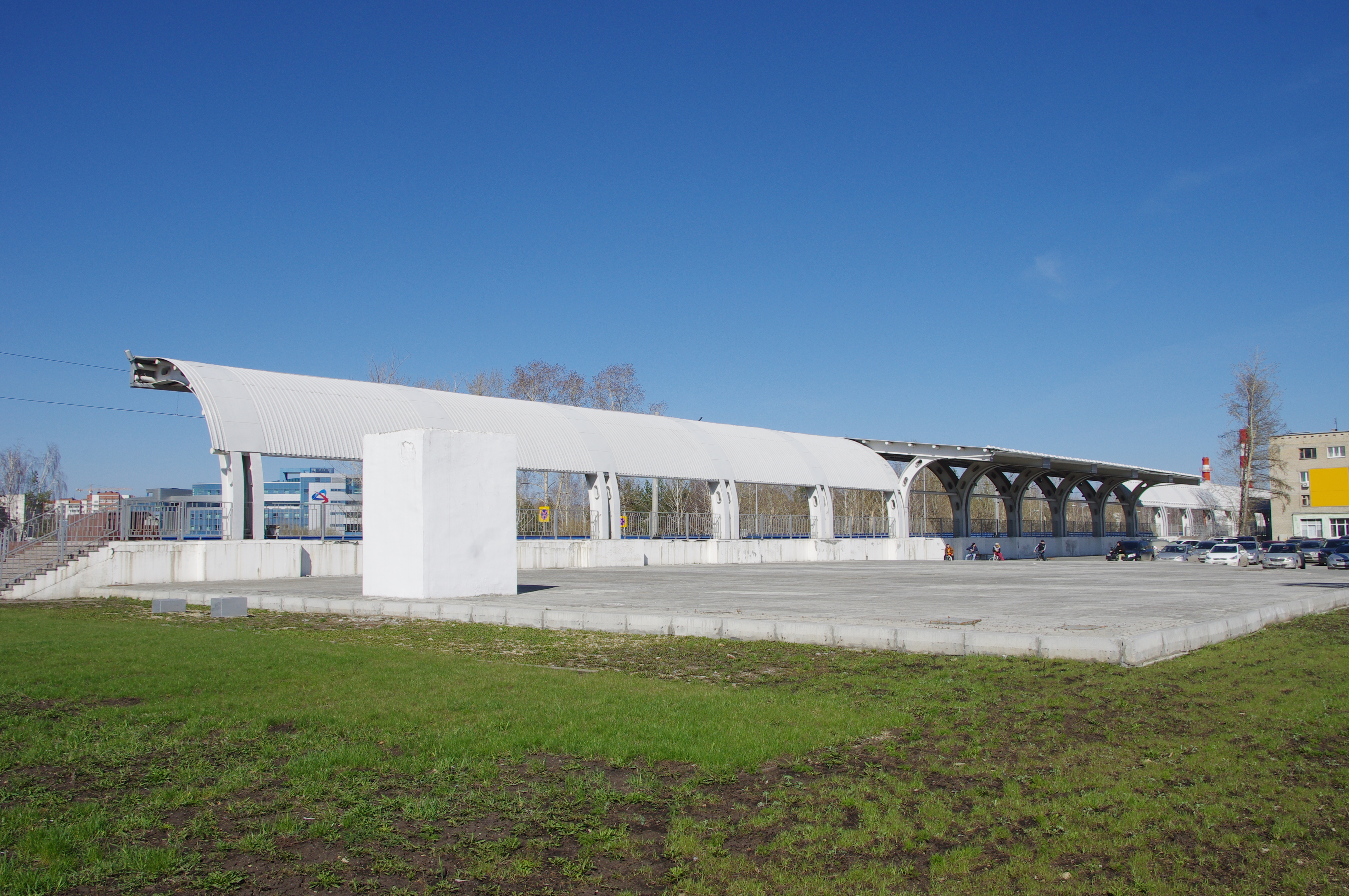
Станция Аэропорт Кольцово

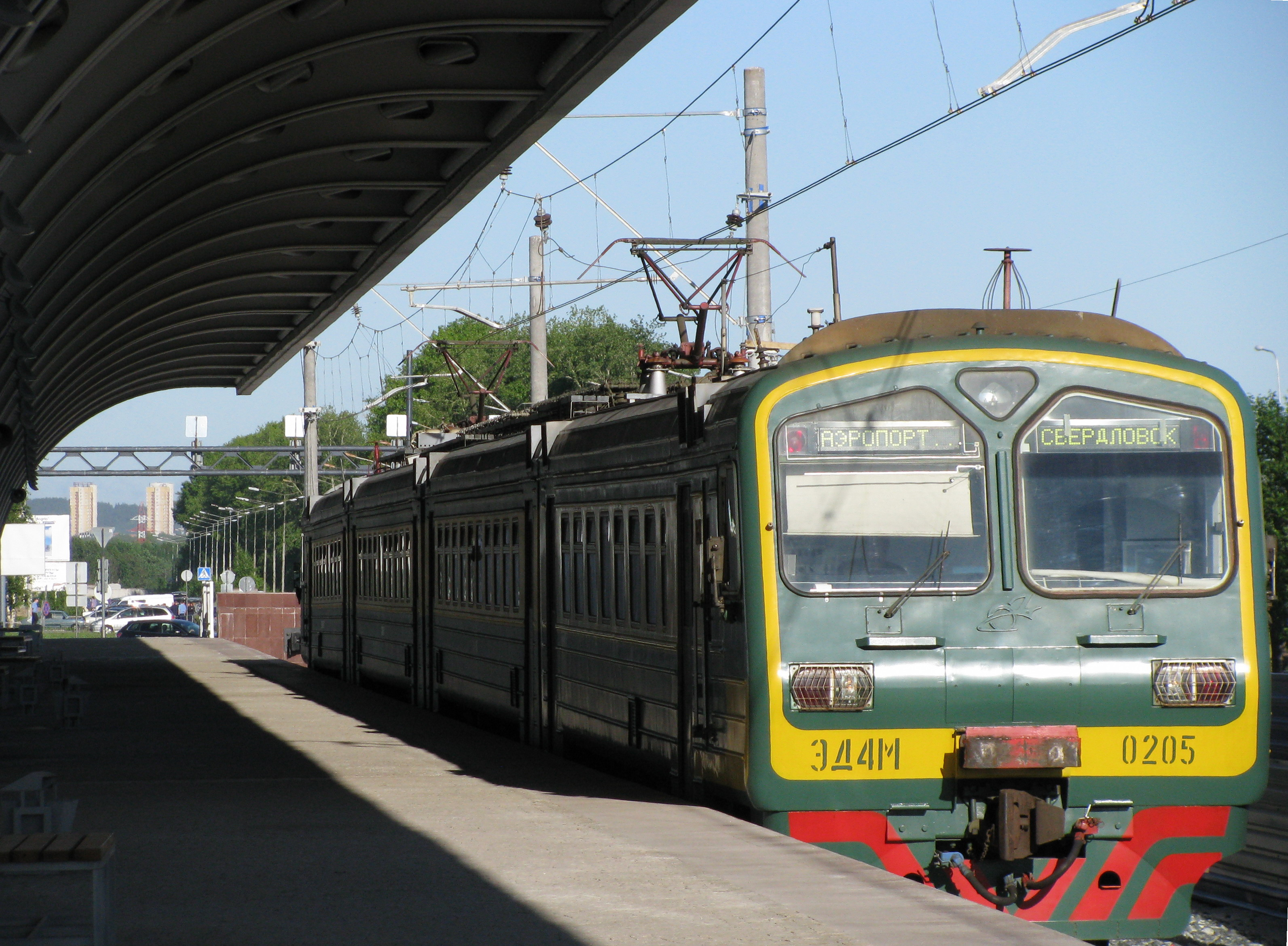
Электропоезд на станции Аэропорт Кольцово

Осуществляются регулярные рейсы на электропоезде между аэропортом и железнодорожным вокзалом Екатеринбурга (по 2 рейса в сутки в каждом направлении, время в пути 41 минута). Поезд следует со всеми попутными остановками. До 2010 года на линии курсировали электропоезда-экспрессы, однако, в связи с небольшим пассажиропотоком, её вынуждены были перевести в обычные пригородные маршруты. С 2009 по 2011 год на линии работал рельсовый автобус РА2. Подъездной путь и посадочная платформа электропоезда построены совместно аэропортом и РЖД в 2008 году. Стоимость проезда с 5 июля 2009 года зависит от дальности поездки и составляет 67 рублей при следовании от конечной до конечной.
Регулярные пассажирские перевозки между Екатеринбургом и аэропортом выполняют автобусы № 65 (от ж/д вокзала) и № 66 (от станции метро «Ботаническая»). Время работы городского общественного транспорта с 05:00 до 22:00. Цена проезда 33 рубля. Личный автотранспорт и легковые такси могут бесплатно подъезжать к терминалам аэропорта для кратковременной высадки и посадки пассажиров (до 15 минут), длительная стоянка автотранспорта перед терминалами возможна за плату. Имеются также парковка длительного хранения и VIP-паркинг.
От автостанции аэропорта выполняются регулярные прямые автобусные рейсы в Челябинск, Нижний Тагил, Серов, Краснотурьинск, Каменск-Уральский, Озёрск, Курган, Магнитогорск.
Основное автомобильное сообщение между аэропортом и Екатеринбургом осуществляется по Новокольцовской трассе протяжённостью 11 км, реконструированной в 2008 году. Ширина трассы составляет 8 полос, по 4 полосы в каждом направлении. Благодаря двухуровневым развязкам обеспечивается непрерывное движение автотранспорта от аэропорта до городской объездной дороги.

## Корпоративные данные

### Собственники и руководство
50,19 % акций принадлежит ПАО «Кольцово-Инвест» (подконтрольное ГК Ренова), а блокирующий пакет — 46,08 % акций — принадлежит государству в лице РФФИ. 

#### Начальники аэропорта
- Халимонов Иван Иванович (1946—1955)
- Збыковский Пётр Петрович (1955—1963)

#### Начальники Свердловского объединенного авиаотряда
- Збыковский Пётр Петрович (1963—1974)
- Борисов Геннадий Григорьевич (1974—1978)
- Липаев Георгий Яковлевич (1978—1982)
- Кореневский Ю. И. (1982—1987)
- Сергей Николаевич Скуратов (1987—1993)

#### Генеральные директора
- 1993—2005 — Юрий Кириллов (ранее — заместитель командира Свердловского объединённого авиаотряда)
- 2005—2007 — Михаил Максимов (позже — первый заместитель председателя Правительства Свердловской области)[24];
- 2007—2009 — Кирилл Шубин (позже — управляющий делами Губернатора Свердловской области и Правительства Свердловской области)[25];
- 2009—2012 — Евгений Чудновский[26].

#### Исполнительные директора
- 2013—2021 — Пискунов Алексей Борисович[27]
- 2021—н.в. — Пастухов Александр Александрович[28]

### Награды
Неоднократно становился лауреатом конкурса «Лучший аэропорт года», в 2000 году Кольцово удостоен звания «Лучший аэропорт года стран СНГ».
12 марта 2015 года стало аэропорту была присвоена оценки в 4 звезды экспертами исследовательской компании Skytrax. Кольцово стал двадцатым аэропортом в мире, получившим эту награду.
В 2019 Кольцово признан лучшим региональным аэропортом России и СНГ и обладателем премии World Airport Awards 2019.

### Печатное издание
Аэропорт (в партнёрстве с несколькими авиакомпаниями, совершающими рейсы в/из «Кольцово») выпускает полноцветный журнал для авиапассажиров «Авиатерминал». 10 % текста журнала написаны на английском языке. Категория журнала — LifeStyle, то есть на страницах издания читатель находит самые разнообразные материалы: от новостей авиакомпаний до статей про бизнес, моду и путешествия.
В 2006 и 2008 годах Кольцово признан «Самым динамично развивающимся аэропортом России и стран СНГ», в 2009 году — «Перспективно развивающимся аэропортом России и стран СНГ».

## Авиапроисшествия и катастрофы
- 30 декабря 1949 года в окрестностях Свердловска, в 8,5 км юго-восточнее аэропорта «Кольцово» разбился транспортный Ли-2 Московского управления ГВФ, выполняющий рейс Москва — Владивосток. Погибли 3 человека[32].
- Гибель хоккейной команды ВВС на самолёте Ли-2 5 января 1950 года[33][34].
- 11 августа 1950 года в окрестностях Свердловска, в 3 км восточнее аэропорта «Кольцово» разбился Ил-12 1-й Московской авиагруппы ГВФ, выполняющий рейс Хабаровск — Москва. Погибли 2 человека[35].
- 11 октября 1951 года в 18 км южнее города Богдановича Свердловской области разбился Ли-2 Уральского управления ГВФ, выполняющий рейс Адлер — Свердловск. Погиб 1 человек. В плохую погоду, в условиях обледенения и сильных авиапомех экипаж потерял ориентировку и вынужден был производить посадку на поле[36].
- 12 ноября 1954 года при взлёте из аэропорта «Кольцово» разбился Ли-2 Северного управления ГВФ, выполняющий рейс Ленинград — Новосибирск. Погибли 6 человек. Причиной катастрофы стала ошибка экипажа в управлении щитками[37].
- 9 декабря 1955 года в районе станции Омутинская в Тюменской области потерпел крушение Ли-2 Казахского территориального управления ГВФ, выполняющий рейс Москва — Усть-Каменогорск. Погибли 7 человек. Из-за ошибки экипажа самолёт потерял ориентировку в полёте на участке Свердловск — Петропавловск. Вследствие неудовлетворительного руководства полётом со стороны диспетчерских служб самолёт с закончившимся горючим вынужден был совершить аварийную посадку на поле[38].
- 2 ноября 1956 года в окрестностях аэропорта Кольцово потерпел крушение Ли-2 Свердловской авиагруппы, выполняющий рейс Москва — Омск. Погибли 2 члена экипажа. Из-за ошибки экипажа самолёт не долетел до полосы 1,5 километра[39].
- 15 января 1960 года в окрестностях посёлка Дидино Свердловской области потерпел крушение Ли-2 Уральской объединённой авиагруппы, выполняющий технический рейс Свердловск — Москва. Погиб 1 человек. Причиной катастрофы стал отказ двигателя и неправильная центровка самолёта[40].
- 27 апреля 1960 года во время тренировочного полёта разбился Ил-18. Во время посадки на высоте 30 метров самолёт резко увеличил угол снижения и ударился передней стойкой шасси о ВПП. Затем он поднялся на 5 метров и, пролетев 100 метров, снова ударился о ВПП. В результате удара произошло разрушение серьги рычага передней стойки шасси. Самолёт резко поднялся на 10 метров и затем упал на ВПП. Возник пожар, во время которого самолёт сгорел. Погиб бортмеханик И. И. Кузнецов[41].
- 1 мая 1960 года в окрестностях аэропорта «Кольцово», после поражения ракетой ПВО, потерпел крушение самолёт Lockheed U-2 ВВС США, выполняющий разведывательный полёт над территорией СССР.
- 16 марта 1961 года вскоре после вылета в 9 километрах северо-западнее аэропорта разбился Ту-104 Западно-Сибирского территориального управления ГВФ, следовавший по маршруту Хабаровск — Ленинград с промежуточной посадкой в Свердловске. После взлёта на высоте 130—150 м произошёл отказ правого двигателя. Впоследствии КВС-стажёр случайно выключил также и левый двигатель. Ввиду недостаточно малой высоты для запуска двигателя, КВС решил посадить самолёт на лёд Нижнеисетского пруда. Самолёт совершил посадку на лёд на повышенной скорости с убранными шасси и закрылками, столкнулся с берегом и прилегающими к нему строениями. Погибли 7 человек: КВС и КВС-стажёр, 3 пассажира и двое отдыхающих дома отдыха. Бортрадист и 15 пассажиров не пострадали. Остальные получили различные ранения[42].
- 8 июля 1961 года в окрестностях деревни Сосновый Бор Нижнесергинского района Свердловской области потерпел крушение Ил-14 Украинского территориального управления ГВФ, выполняющий рейс Киев — Свердловск. Погибли 9 человек. Из-за ошибки экипажа самолёт был заправлен недостаточным количеством горючего и произвёл вынужденную посадку на лес[43].
- 16 ноября 1967 года при взлёте из «Кольцово» по неустановленным причинам разбился Ил-18 1-го Свердловского авиаотряда, следующий рейсом Свердловск — Ташкент. Погибли 107 человек (99 пассажиров и 8 членов экипажа)[44].
- 30 сентября 1973 года в 10 км юго-западнее аэропорта, в окрестностях посёлка Рудный, разбился Ту-104 Хабаровского авиаотряда, следующий рейсом Свердловск — Владивосток. После взлёта при развороте на 360 градусов возник крен на левый борт. Затем самолёт начал терять высоту и разбился недалеко от ВПП[45]. Погибло 108 человек.
- 10 октября 1975 года при взлёте из «Кольцово» в результате пожара двигателя разбился Ан-8, принадлежащий Министерству авиационной промышленности СССР.[46].
- 7 октября 1978 года при взлёте из «Кольцово» из-за отказа всех двигателей разбился Як-40, следующий в Джамбул. Погибли 38 человек[47].
- 25 сентября 1984 года при взлёте из «Кольцово» в результате поломки и отказа двигателя произошла разгерметизация Ан-24 Западно-Сибирского УГА, следующего в Кемерово. 1 человек погиб, ещё 3 получили ранения[48].
- 20 октября 1986 года при посадке в Куйбышевском аэропорту Курумоч разбился Ту-134 Северо-Кавказского УГА, следующий рейсом Свердловск — Грозный. Погибли 66 пассажиров и 4 члена экипажа. Причиной катастрофы стало грубое нарушение экипажем правил безопасности полётов[49].
- 13 января 1989 года произошла авария Ан-12 1-го Свердловского авиаотряда, выполняющего грузовой рейс в Харьков. После взлёта двигатели продолжили работать во взлётном режиме. Экипаж принял решение вернуться. При посадке самолёт загорелся и выкатился за пределы ВПП[50].
- 14 сентября 1990 года в 1,7 километрах западнее аэропорта разбился Як-42 Волгоградского авиаотряда, погибло 4 человека. Причиной катастрофы стали грубые ошибки экипажа в технике пилотирования[51].
- 4 июля 2001 года в окрестностях деревни Бурдаковка Иркутской области разбился Ту-154 авиакомпании Владивосток Авиа, выполняющий рейс Екатеринбург — Владивосток. Погибли 145 человек. Из-за ошибки экипажа самолёт вышел на закритические углы атаки, и свалился в «штопор»[52]. Видео на YouTube
- 6 ноября 2010 года в 04:25 Airbus A321 со 143 пассажирами и 8 членами экипажа, выполнявший рейс Дубай — Екатеринбург, выкатился за пределы ВПП на 30 метров. Никто не пострадал. ЧП произошло из-за гололёда на месте приземления[53].
- 5 ноября 2012 года самолёт Ту-204 авиакомпании Red Wings с более чем 200 пассажирами на борту выкатился за пределы ВПП на 32 метра. Никто не пострадал[54]. Причиной ЧП стала ошибка экипажа[55].
- 21 декабря 2016 года в 01 час 01 минуту в аэропорту «Кольцово» города Екатеринбурга самолёт Boeing 767−300 авиакомпании Azur Air, выполнявший рейс по маршруту «Екатеринбург — Пхукет (Таиланд)», во время разгона прекратил манёвр и выкатился за пределы взлётно-посадочной полосы[56].